# Julia Matijass
Julia Matijass (russisch Юлия Матияс, wiss. Transliteration Julija Matijas; * 22. September 1973 in Ljubini, Oblast Twer, Sowjetunion) ist eine deutsche Judoka russischer Herkunft.
Matijass, die bis 1994 dem russischen Nationalkader angehörte, wurde nach ihrem Ausschluss dort von dem deutschen Trainer Jürgen Füchtmeyer gefördert und zu den Judo Crocodiles nach Osnabrück geholt. Seit 1999 ist sie deutsche Staatsbürgerin.
Sie war dreimal (1999, 2000, 2002) Deutsche Meisterin und 2000 EM-Dritte. Bei den Judo-Weltmeisterschaften 2003 im japanischen Osaka wurde sie Fünfte.
Den größten Erfolg ihrer Karriere feierte sie bei den Olympischen Sommerspielen 2004 in Athen. Dort gewann sie die Bronzemedaille in der Gewichtsklasse bis 48 kg und damit die erste Medaille für Deutschland bei diesen Spielen. Es war nach Johanna Hagn in Atlanta und Anna-Maria Gradante in Sydney die dritte olympische Medaille für deutsche Judoka-Frauen überhaupt.
2004 wurde Matijass zur Sportlerin des Jahres in Niedersachsen gewählt.
2005 erhielt sie vom Bundespräsidenten Horst Köhler die größte  Auszeichnung für einen Sportler in Deutschland, das Silberne Lorbeerblatt. Im gleichen Jahr wurde Matijass die Niedersächsische Sportmedaille als Zeichen der Anerkennung für Verdienste um den Sport durch hervorragende persönliche sportliche Leistungen verliehen.
Sie arbeitet als Verwaltungsfachangestellte bei der Stadtverwaltung Osnabrück.